# Gabinete Freycinet III
O Gabinete Freycinet III foi o ministério formado por Charles de Freycinet em 09 de janeiro de 1886 e dissolvido em 05 de dezembro do mesmo ano. Foi o 22º gabinete da Terceira República Francesa, sendo antecedido pelo Gabinete Brisson I e sucedido pelo Gabinete Goblet.

## Contexto
Em janeiro de 1886, Charles de Freycinet foi levado novamente ao poder, formando um amplo gabinete de coalizão parlamentar. Após as eleições de 1885, a maioria moderada (ou oportunista) da Assembleia Nacional Francesa foi enfraquecida e a única solução foi a união destes com os radicais. O novo gabinete manteve cinco membros do governo anterior e, pela primeira vez, a Extrema Esquerda entrou no governo com dois ministros e dois subsecretários de Estado.
O governo também nomeou o general Georges Boulanger para o Ministério da Guerra, fato que gerou uma divisão dentro do gabinete, apesar da crescente popularidade do general, que daria origem ao boulangismo. Além disso, o gabinete era acusado por quase todos de não agir de fato e de administrar apenas questões do dia a dia, uma vez que Freycinet não conseguia coordenar eficazmente seus ministros, especialmente Boulanger. Desde outubro de 1886, o Ministro do Interior, Ferdinand Sarrien, estava em minoria quanto à forma como lidou com uma greve em Vierzon. Ele então quis renunciar, seguido pelos ministros das Finanças, da Agricultura e das Obras Públicas. Mas, após a intervenção do Presidente da República, Jules Grévy, apenas aquele último renunciou. Em seguida, a votação do orçamento foi marcada pela quase ausência política do governo, o que permitiu à Assembleia votar essa pauta sem rigor.
Diante desse cenário, Freycinet apresentou a renúncia do governo ao Presidente da República, em dezembro de 1886. O Presidente, então, pediu que Charles Floquet formasse um novo gabinete, o que este recusou, recomendando René Goblet para o cargo, que, por sua vez, se tornou Presidente do Conselho de Ministros poucos dias depois.

## Composição
- Presidente da República: Jules Grévy
- Presidente do Conselho de Ministros: Charles de Freycinet
- Ministro dos Estrangeiros: Charles de Freycinet
- Ministro da Justiça: Charles Demôle
- Ministro do Interior: Ferdinand Sarrien
- Ministro da Guerra: Georges Boulanger
- Ministro das Finanças: Sadi Carnot
- Ministro da Marinha: Théophile Aube
- Ministro da Instrução Pública: René Goblet
- Ministro das Obras Públicas: Charles Baïhaut; Édouard Millaud
- Ministro da Agricultura: Jules Develle
- Ministro do Comércio e Indústria: Édouard Lockroy
- Ministro dos Correios e Telégrafos: Félix Granet

## Realizações
- Adoção da "Lei Goblet"[3], que secularizou, em particular, o pessoal da educação pública, complementando as reformas de Jules Ferry;
- Lançamento de um empréstimo de 500 milhões de francos na forma de uma anuidade de 3%;
- Transformação dos fundos de pensão em um fundo nacional de pensão para a velhice;
- Manutenção das tropas francesas em Tonquim;
- Adoção da "Emenda Colfayru"[4], abolindo as subprefeituras.